# Geafrikaniseerde honingbij
De geafrikaniseerde honingbij, in Suriname Braziliaanse bij genoemd en in de Verenigde Staten aangeduid met killer bee, is een hybride van de Afrikaanse honingbij (Apis mellifera scutellata) met verschillende Europese soorten zoals de Italiaanse en de Spaanse bij. De geafrikaniseerde honingbij heeft een negatieve reputatie door zijn grotere agressie, die een dankbaar onderwerp is geweest voor filmmakers.

## Voorkomen
De geafrikaniseerde honingbij komt voor op het westelijk halfrond, waar hij zich vanuit Brazilië heeft verspreid over heel Zuid-Amerika, Centraal-Amerika, en de zuidelijke staten van de Verenigde Staten.

## Kenmerken
De geafrikaniseerde honingbij verschilt qua uiterlijk niet van de Europese honingbij. Grootte en kleur zijn gelijk aan de Europese honingbij, terwijl de Afrikaanse honingbij kleiner is. Het verschil met de Europese soorten zit met name in het gedrag van de bijen.
- De geafrikaniseerde honingbij heeft een sterkere neiging tot zwermen, en is sneller bereid grotere afstanden af te leggen om bij voedsel te komen.
- De bij zal sneller migreren als reactie op aanhoudende verstoringen of voedselgebrek.
- De bij leeft vaker in natuurlijke holtes in de grond.
- De bij zal sneller overgaan tot steken.
- De bij heeft een veel bredere veiligheidszone rondom de bijenkorf. Ieder dier dat die zone betreedt zal worden aangevallen.
- De bij heeft naar verhouding meer wachters.
- De bij valt aan met meer bijen tegelijk dan de Europese soorten, en neemt mogelijke bedreigingen op grotere afstand waar.
- De bij kan langere periodes zonder voedsel niet verdragen en zal dan in groten getale omkomen. Strenge winters kunnen zij daarom niet overleven.

Deze kenmerken kunnen grotendeels worden verklaard door natuurlijke selectie. Europese honingbijen zijn in feite 'tamme' bijen. Ze werden duizenden jaren lang door mensen gehouden, en hierdoor geselecteerd op lagere agressie, handelbaarheid en aanpassingsvermogen aan de aanwezigheid van mensen. Ook hebben Europese bijen minder neiging tot zwermen of migreren. Afrikaanse honingbijen, de voorouders van geafrikaniseerde honingbijen, hebben in hun natuurlijke habitat sneller te maken met voedselgebrek en met natuurlijke concurrenten die hun korven leegroven. Zij zijn daardoor geselecteerd op agressie en zwerflust.
Genetisch blijken geafrikaniseerde honingbijen uiteen te vallen in twee categorieën: zij die gemengd nucleair DNA maar Afrikaans mitochondriaal DNA, en zij die zowel mitochondriaal als nucleair DNA hebben dat gemengd is. De eerste soort overheerst, echter, er zijn aanwijzingen dat vermenging met Europese soorten leidt tot een verhoudingsgewijze toename van DNA van Europese bijen.

## Geschiedenis
In de jaren 50 deed de bioloog Warwich E. Kerr onderzoek naar bijen in Zuid-Amerika en zuidelijk Noord-Amerika. Het probleem was namelijk dat Europese honingbijen minder honing produceerden in tropische klimaten, aangezien zij aan gematigde klimaten gewend waren. Afrikaanse honingbijen produceerden daarentegen wel meer honing, en Kerr probeerde een ras te creëren dat meer honing produceerde. Tevens verkocht Kerr Afrikaanse bijenkoninginnen aan Braziliaanse imkers. Deze waren gewild omdat de Afrikaanse bijen inderdaad meer honing produceerden. Kerr hield de bijen in speciale bijenkasten die gaten hadden die groot genoeg waren voor werksters, maar te klein voor koninginnen. Deze kasten werden geleverd aan de Braziliaanse imkers die de koninginnen kochten.
In 1957 liet een tijdelijk invallende imker per ongeluk toch 26 Tanzaniaanse door Kerr geleverde bijenkoninginnen ontsnappen. Zij paarden met Europese darren en verspreidden zich over geheel Zuid-Amerika, waarbij ze de Europese soorten wegconcurreerden. Volgens schattingen breidde het gebied waarin geafrikaniseerde honingbijen voorkomen zich met gemiddeld 2 kilometer per dag uit. De gevolgen voor de imkers in Centraal- en Zuid-Amerika waren dramatisch. Zij waren niet aan de extreem agressieve bijen gewend en de honingproductie daalde sterk. Ook nam het aantal sterfgevallen door bijensteken toe. In de jaren 90 bereikten de bijen de zuidelijke Verenigde Staten en Noord Argentinië. In 1995 kwam de film Deadly Invasion: The Killer Bee Nightmare uit, die de reputatie van de geafrikaniseerde honingbij eveneens weinig goed deed.
De geafrikaniseerde honingbij is echter slecht bestand tegen koude winters, en in de Verenigde Staten in zijn opmars significant vertraagd. Het ligt in de verwachting dat de situatie zal stabiliseren, met een gordel waarin geafrikaniseerde honingbijen en Europese honingbijen gezamenlijk voorkomen, en die over de zuidelijke V.S. zal lopen.

## Reden achter het succes van de geafrikaniseerde honingbij
De opmars van de geafrikaniseerde honingbij verbaasde entomologen en biologen. Het succes van de geafrikaniseerde honingbij valt toe te schrijven aan een aantal factoren.
Allereerst zijn ze afkomstig uit een tropisch gebied en zullen zich dan ook in tropische gebieden beter kunnen handhaven dan de Europese honingbijen. Het is dan ook niet verwonderlijk dat daar waar beide soorten naast elkaar leven in een tropisch klimaat, de geafrikaniseerde honingbij de Europese honingbijen kan wegconcurreren. Bovendien zijn geafrikaniseerde honingbijen meer geneigd tot zwerven en zullen zich dus sneller over een groot gebied uitbreiden.
Volgens sommige lezingen zouden geafrikaniseerde honingbijen zelfs rechtstreeks Europese soorten aanvallen door enkele werkbijen in een korf te laten infiltreren door voedsel binnen te brengen. De werksters doden dan de koningin, en de geafrikaniseerde koningin neemt vervolgens de korf over. Er is echter geen enkel wetenschappelijk bewijs hiervan, en het verhaal is wellicht in de wereld gekomen doordat er gevallen bekend zijn van Kaapse bijen die op deze manier de korven van Afrikaanse bijen zouden hebben overgenomen. Er is echter geen geval bekend van Afrikaanse bijen die dergelijk gedrag vertonen.

## Agressie
De geafrikaniseerde honingbij staat bekend om zijn agressie, die hem de naam 'killer bee' heeft opgeleverd. Geafrikaniseerde honingbijen zullen sneller overgaan tot de aanval, en vallen dan ook meteen in grotere groepen aan. Hoewel het gif niet krachtiger is dan dat van andere bijensoorten, zal iemand die aangevallen wordt wel vaker gestoken worden. Een enkele steek kan fataal zijn in geval van allergie, maar dit geldt ook voor die van de Europese soorten.
In de Verenigde Staten zijn geafrikaniseerde honingbijen verantwoordelijk voor een à twee doden per jaar, ongeveer evenveel als giftige slangen. Geafrikaniseerde honingbijen komen in tegenstelling tot giftige slangensoorten echter alleen in het zuiden van het land voor. Daar waar de geafrikaniseerde honingbij een nieuw gebied in bezit neemt, zal het aantal incidenten vaak de eerste twee tot drie jaar sterk toenemen, om daarna weer af te nemen tot normaal, wellicht omdat mensen leren de bijen uit de weg te gaan.
Voor imkers is de agressie echter wel een probleem, omdat de bijen minder handelbaar worden. Aanvankelijk betekende de invasie dan ook een ramp voor imkers. In Zuid-Amerika hebben zij daarentegen geleerd met de bijen om te gaan, en de honingopbrengst is daarmee ook omhooggeschoten. Bovendien worden de bijen nu 'geherdomesticeerd' door koninginnen van te agressieve volken te doden. Een andere methode, in Mexico toegepast, is dat imkers Europese bijenkoninginnen kopen om zo met Europese darren een eerste generatie koninginnen te produceren die met geafrikaniseerde wilde darren paart. De daaropvolgende bijengeneratie is dan een stuk handelbaarder, maar produceert wel meer honing dan Europese soorten.
- Library of Congress Control Number: sh85016614
- Nationale Bibliotheek van Israël: 987007282650805171